# Paul Godfrey

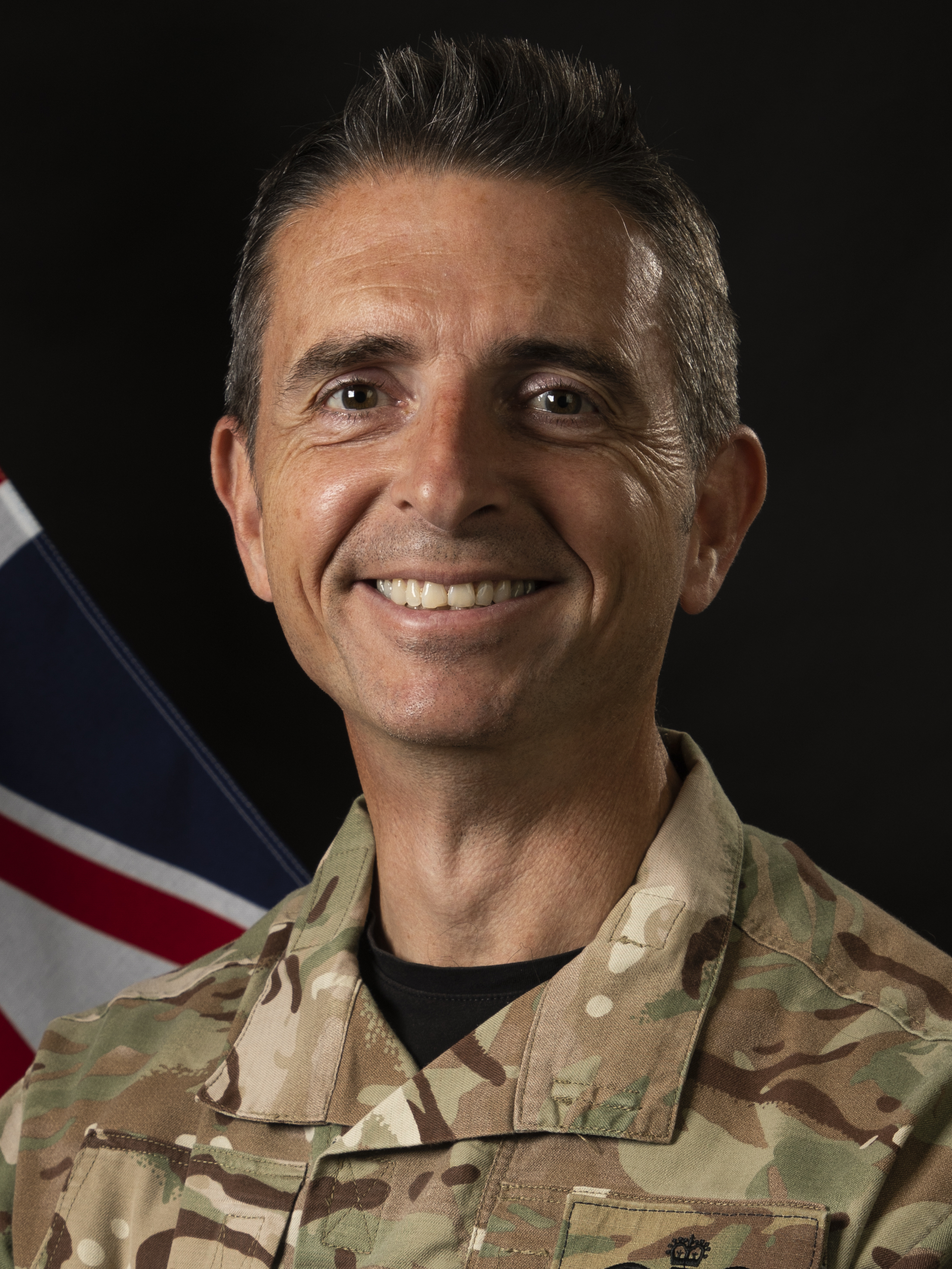
Paul Godfrey (2022)

Paul Godfrey, OBE ist ein britischer Air Vice-Marshal und diente von 2021 bis 2024 als erster Kommandeur des United Kingdom Space Command.

## Leben
Paul Godfrey trat 1991 in die Royal Air Force ein und wurde zum Kampfpiloten ausgebildet. Er flog zunächst das Muster Hawker Siddeley Harrier und später Eurofighter Typhoon, zudem war er zeitweise Austauschoffizier auf General Dynamics F-16 in der United States Air Force. Als Angehöriger der Battle of Britain Memorial Flight flog er zudem Supermarine Spitfire und Hawker Hurricane.
Zwischen 2015 und 2017 kommandierte er den Stützpunkt RAF Lossiemouth in Schottland und wechselte danach in Verteidigungsministerium des Vereinigten Königreichs als Abteilungsleiter für die Integration von F-35B-Kampfflugzeugen auf den Flugzeugträgern der Queen-Elizabeth-Klasse zuständig war. 2020 war er zeitweise im Auslandseinsatz auf dem Luftwaffenstützpunkt Al Udeid in Katar als Direktor des US-amerikanischen Combined Air and Space Operations Centre für die Planung und den Einsatz der Luft- und Raumfahrtkräfte im Nahen Osten verantwortlich war.
Godfrey war der erste Kommandeur des britischen Weltraumkommandos United Kingdom Space Command, das am 1. April 2021 in RAF High Wycombe aufgestellt wurde. Im Juli 2024 wurde er von General B. Chance Saltzman zum Assistant Chief of Space Operations beim Chief of Space Operations der US-Streitkräfte ernannt, nach Aussage der US-Streitkräfte das erste Mal, das ein derart hochrangiger Posten mit einem Soldaten einer Partnerstreitkraft besetzt wurde.